# Vernedes (Claverol)
Vernedes és un paratge del terme municipal de Conca de Dalt, a l'antic terme de Claverol, al Pallars Jussà, en territori que havia estat del poble de Claverol (Conca de Dalt). Es troba al sud-oest de Sossís i al nord-oest de Claverol, a prop i dessota del poble. És a llevant de la Carretera de Sossís, al sud-oest de les Obagues.